# Крюков, Александр Александрович (востоковед)
Алекса́ндр Алекса́ндрович Крю́ков (род. 26 июня 1953, Москва) — российский востоковед-гебраист, доктор филологических наук.

## Биография
В 1971—1973 годах служил в Советской армии в Хабаровском крае и Еврейской автономной области.
В 1980 году окончил с отличием Институт стран Азии и Африки МГУ им. М. В. Ломоносова (тема дипломной работы «Партийно-правительственная элита в Государстве Израиль, 1948—1978 гг.»), кандидат исторических наук (тема диссертации «Система средств массовой информации Государства Израиль», защищена на факультете журналистики МГУ, 1986), доктор филологических наук (тема диссертации «Социолингвистический феномен нового иврита», 2004, защищена в ИСАА МГУ).
В 1981—1991 годах работал старшим научным сотрудником в Институте социологии АН СССР, занимался анализом израильской прессы.
В 1991—2006 годах — доцент ИСАА при МГУ, преподавал разговорный иврит, основы художественного перевода с иврита и ивритскую литературу XX века, профессор кафедры иудаики ИСАА.
В 1997—2003 годах — заведующий кафедрой современного иврита Еврейского университета в Москве. Также преподавал в Государственной классической академии им. Маймонида (Москва).
В 1991—2001 годах — преподаватель иврита в ульпане при Израильском культурном центре (Москва), руководитель Клуба переводчиков при ИКЦ.
Автор более 300 публикаций по истории и культуре Израиля, ивритской литературе и языку иврит, в том числе — нескольких монографий и страноведческих книг.
Перевел на русский язык 7 книг современной ивритской прозы — произведения Эфраима Кишона, Эмуны Ярон (Агнон), Йорама Канюка, Амоса Кейнана, Орли Кастель-Блюм, Менахема Тальми, Этгара Керета, Гилы Альмагор, Алека Эпштейна, Узи Вайля, Меира Шалева, Йосла Бирштейна и др.
С марта 2006 года работал в Росзарубежцентре при МИД России (заведующий Отделом стран Ближнего Востока), с февраля 2007 года по август 2013 года — представитель Федерального агентства Россотрудничество в Израиле, директор Российского культурного центра в Тель-Авиве.
С декабря 2013 года по июнь 2018 года — советник Посольства России в Израиле.
С января 2019 года - старший референт Российского культурного центра в Тель-Авиве.
В Израиле переводы и статьи А. А. Крюкова публикуются в газете «Новости недели», журналах «Артикль», «Даром», «Русское литературное эхо» и др.